# الإجهاض في كندا

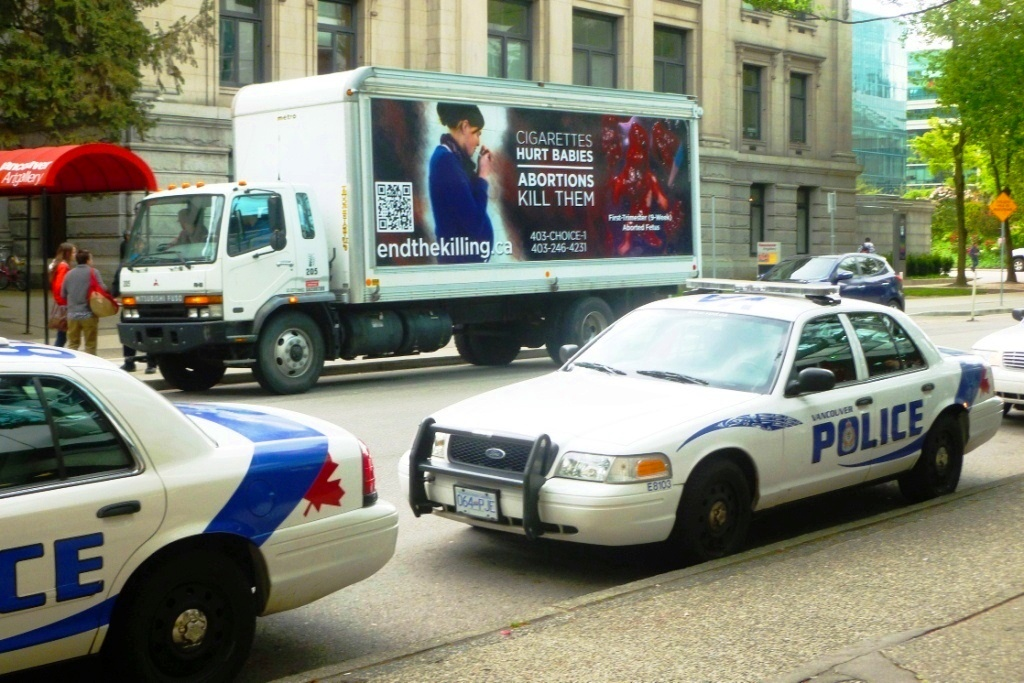
إعلان مناهض للإجهاض على شاحنة فانكوفر

يُعتبر الإجهاض في كندا قانونيًا في جميع مراحل الحمل، ويحكمه ويموّله قانون الصحة الكندي، ورغم استمرار وجود بعض العوائق غير القانونية التي تحول دون الوصول للإجهاض، مثل عدم تساوي فرص الوصول إلى مقدميه، تُعدّ كندا إحدى الدول القليلة التي لم تفرض قيودًا قانونيةً محددة على الإجهاض، علمًا أن قوانينه وسهولة الوصول إليه تتفاوتان بين المقاطعات.
قبل عام 1969، كان الإجهاض بجميع أنواعه غير قانوني في كندا، أما في ذاك العام، أجازته مادة تعديل القانون الجنائي، 1968 – 1969، طالما أقرت لجنة من الأطباء أنه من المحتمل أن يعرض استمرار الحمل حياة المرأة أو صحتها للخطر، وفي عام 1988، حكمت المحكمة العليا الكندية في قضية ر. ضد مورغنتالر أن القانون الحالي كان غير دستوري، فألغت قانون عام 1969، وبدون إمكانية التأخير قانونيًا، تُجرى معظم حالات الإجهاض في مرحلة مبكرة.
في عام 2017، أُبلغ عن 94,030 حالة إجهاض في كندا، ويُقدّر بأن هذا الرقم «يمثل حوالي 90% من جميع عمليات الإجهاض المجراة في كندا والتي تتضمن سكّانًا كنديين»، علمًا أن هذا الرقم كان قد أخذ بالانخفاض منذ عام 2011 عندما أُبلغ عن 108,844 حالة إجهاض.

## التاريخ المبكر
قبل الاتحاد، اتبعت المستعمرات البريطانية الأمريكية الشمالية القوانين البريطانية التي كانت قد فرضت قيودًا على العديد من حقوق الإجهاض من خلال القانون الكيدي لإطلاق النار أو الطعن عام 1803، لتتبع ذلك بحظر تام بواسطة قانون الجرائم المرتكبة ضد الفرد لعام 1837، وحُظر الإجهاض رسميًا في كندا عام 1869، واستمر تواجد هذا الحظر في القانون الجنائي حتى عام 1969، فُحكم على أي شخص أجهض امرأة بالسجن مدى الحياة، في حين خضعت المرأة التي أجهضت نفسها للسجن لمدة عامين.
وكما هي الحال في دول أخرى، استمر إجراء عمليات الإجهاض غير القانونية، وقد أدت بعض الحالات لاتهام ذلك بالتسبب في وفاة النساء، فتُعتبر محاكمة إيميلي ستو (عام 1879) مثالاُ مبكرًا على ذلك، ووصلت قضية مشابهة، لأزولاي ضد الملكة، إلى المحكة العليا عام 1952، وفي كلتا الحالتين، بُرّء المُجهض المزعوم في نهاية المطاف من مسؤولية موت المرأة، ويشير ناشطون في حقوق الإجهاض، مثل مارلين وينسون، المديرة التنفيذية السابقة لرابطة العمل الكندية لحقوق الإجهاض، إلى أن «عمليات الإجهاض غير القانونية كانت شائعة، ولكنها غالبًا ما افتقرت للأمان، فتوفيت عدة مئات من النساء كل عام بسبب عمليات إجهاض رديئة.»

## تحرير قوانين الإجهاض

### محقق الوفيات الرئيس شولمان
بدأت عملية تحرير قوانين الإجهاض الكندية في ستينيات القرن الشعرين، ويتذكر محقق الوفيات الرئيس السابق لأونتاريو مورتون شولمان أنه في الستينيات، كان يمكن إجراء الإجهاض قانونيًا بهدف إنقاذ حياة المرأة فقط، أي فعليًا لم يكن هناك أي إجهاضات قانونية، وأشار إلى أن البنات الحوامل للأثرياء كُنّ يُرسلن لأطباء موثوقين أجهضوهن مقابل المال، وقدّر أن هؤلاء الأطباء أجروا حوالي 20 إلى 30 عملية إجهاض في الأسبوع، أما النساء اللاتي لم تكن ثريات، فقد تُركن ليجرين الإجهاض بأنفسهن أو بالاستعانة بما سمّاه مجهضة «ممرضة»، وعادة ما تضمن أسلوب هؤلاء ضخّ الليزول في رحم المرأة، فكانت معدلات الوفيات عالية وتجاوز معدّل العداوى الـ50%، وأضاف: «ريثما أصبحت محقق الوفيات الرئيس، كنت قد شاهدت جثث عشرات الشابات اللاتي توفّين نتيجة لعمليات الإجهاض الهاوية تلك.»
وقرر محقق الوفيات الرئيس مورتون شولمان نشر الوفيات الناتجة عن الإجهاضات غير القانونية علنًا، ووجّه محققي الوفيات العاملين في ظله للدعوة لتحقيق عام في كل وفاة ناجمة عن إجهاض، ويصف إحدى الحالات التي يعتقد أنها كانت نقطة تحوّل، وهي حالة لوتي ليان كلارك، التي كانت أُمًّا لثلاثة أطفال، وتوفيت جراء عدوى كبيرة عام 1964 بعد خضوعها لإجهاض غير قانوني، على الرغم من تلقيها المعالجة الدوائية والمضادات الحيوية، ولدى التحقيق في وفاتها، أوصت هيئة المحلفين بإعادة النظر في قوانين الإجهاض العلاجي، وأضاف د. شولمان أنه ينبغي على لجنة الحكومة الفيدرالية مراجعة مسألة الإجهاض والقانون، ونشرت الصحف افتتاحيات توصي بإصلاح قانون الإجهاض، وفي عام 1965، كتب وزير العدل، غاي فافرو، للدكتور شولمان أنه يجري النظر في التوصيات في برنامج تعديل القانون الجنائي، فاتّبعت التعديلات النهائية توصيات هيئة محلّفي محققي الوفيات بعناية.

### تجريد جزئي من التجريم
في عام 1967، قدّم وزير العدل بيير ترودو مشروعًا لقانون تضمن تعديلًا على بند القانون الجنائي الذي حظر الإجهاض، وقد واصل مشروع القانون هذا، والذي عُرف بمادة تعديل القانون الجنائي، 1968 – 1969، الحظر الأساسي المفروض على الإجهاض، مع احتمالية الحكم بالسجن المؤبد، ولكنه استثنى عمليات الإجهاض المجراة في مستشفى بموافقة من لجنة الإجهاض العلاجية فيه والمؤلفة من ثلاثة أطباء، وسيتعين على اللجنة المصادَقة على احتمالية تعريض الحمل لحياة المرأة أو صحتها للخطر، لكن لم يُعرّف مصطلح الصحة، وكان للجنات الإجهاضات العلاجية حرية تطوير نظرياتها الخاصة حول المدى الذي سيبرِّر فيه الخطر المحتمل على «الصحة» (ما قد يشمل الصحة النفسية أيضًا) إجراء إجهاض علاجي.
كذلك شرّع مشروع القانون ذاته كلًا من المثلية الجنسية وموانع الحمل، وكان موضوعًا لأحد أشهر اقتباسات ترودو: «ليس للدولة أي علاقة بغرف نوم الشعب.»
كان ترودو وزير العدل في حكومة رئيس الوزراء ليستر بيرسون عندما قدّم مشروع القانون المذكور عام 1967، وفي عام 1968، تقاعد بيرسون وخلفه ترودو كرئيس للوزراء، لكن لم يُقّر المشروع قبل انتخابات عام 1968، بيد أن أعاد تقديمه جون تورنر وزير العدل في حكومة ترودو، فأقره البرلمان عام 1969، وفي مراجعة القانون الفدرالي لعام 1970، أُعيد ترقيم الحكم للفقرة الفرعية 251 من القانون الجنائي.

### تقرير بادغلي
في عام 1975، عُيّنت لجنة لتطبيق قانون الإجهاض من أجل «إجراء دراسة لتحديد ما إن كان الإجراء المنصوص عليه في القانون الجنائي للحصول على إجهاضات علاجية مُطبّق بشكل منصف في جميع أنحاء كندا،» ولتقديم توصيات «بشأن تطبيق هذا القانون عوضًا عن توصيات حول سياسته الضمنية،» فأبلغت اللجنة، والمعروفة بلجنة بادغلي، تيمنًا برئيسها د. روبن ف. بادغلي، نتائجها في يناير عام 1977، وقد وجدت، ببساطة، أن «الإجراءات المنصوص عليها لتطبيق قانون الإجهاض لا تُنفّذ بشكل منصف في جميع أنحاء كندا،» ويعود ذلك بشكل كبير لكون القصد من القانون غير واضح ولا متفق عليه، فلم يكن الوصول للإجهاض كما حدد القانون متاحًا للعديد من النساء، نظرًا لاختلاف توزع المستشفيات والأطباء، والتفاوت فيما إن كانت لجنات الإجهاض العلاجي قد أُنشئت بحق، وفي تفسيرات الأطباء لـ«صحة» النساء، والأعمار الموافق عليها، والحاجة لإخطار الوالدين، فأوصى التقرير بتحسين تنظيم الأسرة لتقليل عدد حالات الحمل غير المرغوب به، ولكن نتائج اللجنة الأساسية كانت أن خدمات الإجهاض لا تُقدَّم كما يجب.